# 雷克斯·馬紐
雷克斯·H·馬紐（英語：Rex H. Manu，1967年3月29日—）為前美國男子籃球運動員。馬紐出生於東加，為東加原住民，擁有黑人血統，外祖母為德國人後代，馬紐四歲時與父母移民美國加州並入籍，1991年畢業於佩珀代因大學，1992年代表美華參加威廉瓊斯盃，獲得了臺灣甲組球隊宏國合約，之後隨隊征戰中華職籃，與球隊完成了CBA三連霸。馬紐於1995年6月3日與臺灣人李佩倫步入禮堂，兒子雷蒙恩（Sam Manu）同樣為籃球運動員。

## 外部連結
- 雷克斯·馬紐在Sports-Reference.com（NCAA）（英语）
- 雷克斯·馬紐在Eurobasket.com（球員）（英语）